# HandClap
《HandClap》是一首由美国独立流行乐队Fitz和Tantrums录制的歌曲。这首歌于2016年3月25日通过厄勒克特拉唱片发行，成为他们自命名专辑《發脾氣的菲茲》的主打单曲。这是他们在Billboard Hot 100排行榜上的最高排行榜歌曲，在第53位达到顶峰。